# Conflitos fronteiriços entre a Arménia e o Azerbaijão em 2020
Conflitos fronteiriços entre a Armênia e o Azerbaijão ou escaramuças armênio-azerbaijanas começaram em 12 de julho de 2020 entre as Forças Armadas da Armênia e as Forças Armadas do Azerbaijão. Os confrontos iniciais ocorreram perto de Movsés, na província de Tavuxe, na Armênia, e de Ağdam, no distrito de Tovuz, no Azerbaijão, na fronteira entre Armênia e Azerbaijão.
As escaramuças foram retomadas em 13 de julho e continuam com intensidade variável, resultando em pelo menos 16 baixas militares e uma civil. Entre as baixas militares do Azerbaijão estavam um major-general, um coronel e dois majores. O governo da Armênia também informou a morte de um major, um capitão e dois sargentos nas escaramuças. Os combates foram realizados principalmente por meio de artilharia e drones, sem infantaria.

## Antecedentes
A principal questão de discórdia entre as partes beligerantes é o Conflito do Alto Carabaque que escalou para uma guerra entre o final dos anos 1980 e no final dos anos 1990, entre a maioria dos armênios étnicos de Alto Carabaque, apoiados pela Armênia, e a República do Azerbaijão. No final da guerra, em 1994, os armênios estavam no controle total do enclave (com exceção do distrito de Goranboy), além de áreas do Azerbaijão que conectavam o enclave à Armênia. Um cessar-fogo mediado pela Rússia, o Protocolo de Bishkek, foi assinado em maio de 1994, mas numerosos confrontos ocorrem desde então, sendo os confrontos de 2016 o mais notável. As escaramuças também se espalharam para a fronteira armênio-azerbaijana, fora de Alto Carabaque, com destaque para os confrontos de 2012 de 2014 e de 2018.

## 12 de julho
A causa exata das escaramuças iniciais não foi esclarecida.
Em 12 de julho de 2020, às 16:08, o Ministério da Defesa do Azerbaijão informou que, a partir da tarde, "unidades das Forças Armadas da Armênia, violando gravemente o cessar-fogo na direção da região de Tovuz na fronteira entre o Azerbaijão e a Armênia, dispararam contra nossas posições usando montagens de artilharia". Segundo Habib Muntazir, repórter azerbaijano para a Meydan TV, também foram realizados disparos de artilharia no distrito de Goranboy, mas isso não foi confirmado.
Então, às 16:55, Shushan Stepanyan, secretário de imprensa do Ministro da Defesa da Armênia, David Tonoyan, postou uma declaração por escrito em sua conta do Facebook.  Segundo Stepanyan, por volta das 12h30, os militares das Forças Armadas do Azerbaijão tentaram atravessar a fronteira da Armênia em um veículo UAZ por razões desconhecidas. Após o aviso do lado armênio, os militares do Azerbaijão deixaram o veículo e voltaram à sua posição. Às 13:45, os militares das Forças Armadas do Azerbaijão repetiram a tentativa de ocupar a posição de fronteira das Forças Armadas da Armênia, agora usando fogo de artilharia, mas foram pressionados pelo lado armênio, sendo repelidos. Segundo Stepanyan, o veículo anteriormente controlado pelos militares do Azerbaijão foi destruído pouco depois.
Depois disso, às 17:20, o Ministério da Defesa do Azerbaijão fez uma declaração sobre o incidente. Segundo o comunicado, "como resultado de medidas adequadas tomadas, o inimigo foi atingido e foi repelido com perdas". Em resposta às declarações de Stepanyan referentes as alegações sobre o veículo UAZ, o lado do Azerbaijão declarou que "se o Exército do Azerbaijão quisesse atravessar a fronteira da Armênia, o faria não com carros, mas com veículos blindados" e frisou o fato de que "a proteção da fronteira com a Armênia em Qazakh, Ağstafa, Tovuz, Gədəbəy e Daşkəsən fora transferida do Ministério da Defesa para o Serviço Estadual de Fronteira" e observou que isso "confirma que o Azerbaijão não tem nenhum objetivo militar na fronteira".
Uma gravação, supostamente gravada por civis próximos, foi publicada pela mídia local azerbaijana. Na gravação, soldados do Azerbaijão estão gritando "Adiante, soldado do Azerbaijão", enquanto sons de tiro são ouvidos em segundo plano.
O Ministério da Defesa do Azerbaijão informou em 13 de julho que as forças armênias atacaram as posições do Azerbaijão nos distritos de Shakhbuz e Julfa com armas de grande calibre às 22:45.
Às 22:50, Shushan Stepanyan afirmou que "as forças do Azerbaijão retomaram o bombardeio com lançadores de granadas de 82 mm na direção de nossa mesma posição do tanque". Este relato foi confirmado por Habib Muntazir, que escreveu que "a situação na direção de Tovuz tornou-se tensa novamente. O fogo da artilharia foi ouvido dos dois lados" em sua conta no Twitter.

### 13 de julho
O Ministério da Defesa do Azerbaijão informou que os confrontos na direção de Shakhbuz - Julfa pararam. Segundo o relatório, o uso de granadas e bombas incendiárias pelas forças armênias resultou na queima de até 5 hectares (0,050 km2) de área terrestre.
Às 13:30, a Agência de Notícias do Azerbaijão informou que as forças armênias estavam bombardeando Ağdam e Tovuz com artilharia de 120 mm. Stepanyan, em resposta aos relatos, afirmou que as forças armênias tinham como alvo apenas a "infraestrutura de engenharia e meios técnicos das Forças Armadas do Azerbaijão".
Por volta das 14:00, o chefe do serviço de imprensa do Ministério da Defesa do Azerbaijão, o coronel Vagif Dargahli, disse que as "posições, bases, artilharia, veículos e efetivos militares armênios [no interior do país] foram atingidas" pela manhã. Um vídeo postado pelo Ministério da Defesa do Azerbaijão mostra uma base militar armênia sendo destruída pelo fogo da artilharia do Azerbaijão.
Por volta das 17:00, Stepanyan escreveu que "as Forças Armadas do Azerbaijão dispararam três projéteis de um lançador de granadas de calibre 120 mm na direção de Tchinari". Segundo ela, um dos projéteis caiu sobre uma casa e mais dois no quintal. O Ministério da Defesa do Azerbaijão negou essas alegações e afirmou que "o lado do Azerbaijão não atira contra a população civil e os assentamentos civis".
Às 18:45, Dargahli afirmou que as Forças Armadas Armênias "dispararam contra as aldeias de Ağdam e Dondar Quşçu no distrito de Tovuz com morteiros de 120 mm e obuses D-30 ", com a mídia do Azerbaijão compartilhando imagens de casas danificadas. Segundo as informações fornecidas pelo município de Ağdam, todas as "mulheres, crianças e idosos foram evacuados da vila", mas "alguns moradores ficaram".

### 14 de julho
Por volta das 17h30, os meios de comunicação locais do Azerbaijão informaram que unidades armênias dispararam nas posições azerbaijanas com armas de grande calibre das 3:00 às 4:00. Jornalistas azerbaijanos da região relataram que ocorreram mais escaramuças por volta das 7:00. Às 7h21, o chefe de Comando e do corpo docente da Universidade Militar Vazgen Sargsyan do Ministério da Defesa da República da Armênia, Artsrun Hovhannisyan, escreveu que a "noite foi relativamente calma", apesar das alegações da mídia azerbaijana. Jornalistas do Azerbaijão relataram que, após "alguns minutos de silêncio, o cessar-fogo foi novamente violado às 8:15".
Por volta das 9:00, Dargahli afirmou que as "Forças Armadas Armênias dispararam contra as aldeias de Ağdam e Əlibəyli no distrito de Tovuz com armas e artilharia de grande calibre pela manhã", observando também que não houve vítimas civis no lado do Azerbaijão. Enquanto isso, Stepanyan escreveu que o "movimento de tanques do Azerbaijão foi observado a partir de posições de combate das Forças Armadas Armênias e foi restringido" pelo fogo do lado armênio. Às 09:16, o Ministério da Defesa do Azerbaijão divulgou um comunicado dizendo que "as unidades militares das forças armadas da Armênia violaram o cessar-fogo 74 vezes ao longo do dia em várias direções da frente, usando metralhadoras de grande calibre, lançadores de granadas, rifles de precisão, morteiros de 60, 82 e 120 mm e outras montarias de artilharia para escalar a situação", também observando que o ataque foi "reprimido pelo fogo de retaliação". Às 10h30, Dargahli disse que as unidades das Forças Armadas Armênias "dispararam na vila de Dondar Quşçu, no distrito de Tovuz, com armas e artilharia de grande calibre". Segundo ele, os civis não foram feridos.
Às 11h16, Stepanyan afirmou que as forças do Azerbaijão "atacaram a infraestrutura civil de Berd com ataques de UAV". Segundo ela, não houve baixas. Menos de 10 minutos depois, ela compartilhou um vídeo das forças armênias destruindo as "bases azerbaijanas que estavam bombardeando assentamentos fronteiriços em Tavuxe".
Às 12:51, o Ministério da Defesa do Azerbaijão compartilhou um vídeo de drones do Azerbaijão destruindo os "equipamentos militares, munições, posto de comando da Armênia, reservas nas profundezas de sua defesa e efetivos militares". Por volta das 14:28, a mídia azebaijana informou que as Forças Armadas Armênias "abriram fogo da artilharia na direção da vila de Xanlıqlar, no distrito de Qazakh".
Às 13:00, os meios de comunicação armênios informaram que foram abertos casos criminais no Comitê Investigativo da Armênia pelo "fato de bombardeios no ramo de Tavuxe do Serviço Estadual de Fronteiras da Polícia da Armênia e por bombardeios na vila de Tchinari, na província de Tavuxe, na Armênia, pelas forças armadas do Azerbaijão ".
Por volta das 14h30, Hovhannisyan relatou que em 13 de julho os UAVs de combate fabricados na Armênia foram "usados com sucesso em ação pela primeira vez". Por volta das 15h20, Stepanyan compartilhou fotos de satélite, segundo as quais a vila azerbaijana de Dondar Quşçu estava "cercada por posições de baterias armadas". Stepanyan disse que o Azerbaijão "cercou sua própria população com baterias de armas, tornando-a um alvo". Por volta das 17:50, os meios de comunicação armênios informaram que o lado armênio conseguiu o controle de um "monte importante". Mais tarde, Hovhannisyan também afirmou que as forças armênias "conquistaram melhores posições" sem confirmação do lado do Azerbaijão.
De acordo com o comunicado do Ministério Público da República do Azerbaijão, "telhados de casas pertencentes a moradores dos vilarejos de Xanlıqlar, Salmina Aliyeva, Mahbub Orujova, Aziz Shirinov, Ilham Mehdiyev, Razim Musayev e Kamil Jahanov" foram danificados devido à "detonação de um projétil disparado por uma unidade das Forças Armadas da Armênia por volta das 15:00".
Às 19:36, o Ministério da Defesa do Azerbaijão publicou um vídeo, onde o fogo de artilharia de unidades azerbaijanas teria destruído um "posto de comando da divisão de artilharia das Forças Armadas da Armênia". Os meios de comunicação do Azerbaijão informaram que o "cessar-fogo foi violado novamente às 19:45". Isso foi confirmado pelo Ministério da Defesa do Azerbaijão às 20:00, que afirmou que "as Forças Armadas Armênias retomaram intensos disparos contra os assentamentos do Distrito de Tovuz e as posições de nossas unidades usando armas e artilharia de grande calibre às 19h30".
A assessoria de imprensa da Gazprom Armênia, uma subsidiária da empresa russa de petróleo e gás Gazprom, afirmou que "gasodutos foram danificados perto da fronteira com o Azerbaijão" e o "fornecimento de gás a Nerkin Karmiraghbyur, Ayguepar e parcialmente ao assentamento de Tchinari foi interrompido" por causa disso.

### 15 de julho
Às 00:00, o Ministério da Defesa do Azerbaijão publicou um vídeo, onde o "equipamento militar pertencente às forças armadas armênias" foi supostamente "destruído pelo fogo preciso" das unidades azerbaijanas.  Às 7:30, o Ministério da Defesa do Azerbaijão publicou outro vídeo, onde a "base de uma unidade das Forças Armadas da Armênia" foi supostamente destruída. Às 15:02, o Ministério da Defesa do Azerbaijão publicou mais uma vez um vídeo e informou que as forças armênias teriam violado o cessar-fogo nos distritos de Xarur, Babək e Ordubad, observando também que o "veículo militar armênio que se deslocava para o posto de observação de comando foi destruído" pelo fogo de artilharia do Azerbaijão.  Às 16:00, o Ministério da Defesa do Azerbaijão publicou outro vídeo, onde um "posto de controle de campo de uma das unidades das Forças Armadas da Armênia" foi supostamente "destruído pelo fogo preciso" das unidades do Azerbaijão.
Por volta das 16:00, Hovhannisyan compartilhou um vídeo em sua página no Facebook e acusou o Azerbaijão de bombardear aldeias armênias. Poucos minutos depois, o primeiro-ministro armênio Nikol Pashinyan compartilhou um vídeo de dois "Su-30SMS" decolando, afirmando que eles "iriam para o serviço de combate para garantir a inviolabilidade das fronteiras aéreas da Armênia". Por volta das 20:00, Stepanyan afirmou que a "situação operacional na fronteira armênia - azerbaijana permanece calma", embora "tenham sido registrados disparos aleatórios do lado do Azerbaijão". Isso também foi confirmado por Hovhannisyan.

### 16 de julho
Às 05:53, Stepanyan afirmou que por volta das 03:40, as posições das Forças Armadas Armênias "notaram o movimento inimigo", observando que as forças armênias repeliram a alegada "tentativa de infiltração" do Azerbaijão. Segundo ela, às 05:20, as "unidades do Azerbaijão começaram a bombardear as aldeias de Ayguepar e Movsés, usando morteiros e um obus D-30". Dargahli negou essas alegações, dizendo que as Forças Armadas do Azerbaijão "nunca disparam contra assentamentos" e que, pelo contrário, as Forças Armadas da Armênia "dispararam contra as aldeias de Adam, Dondur Quşçu e Vahidli no distrito de Tovuz" nesta manhã, onde projéteis atingiram edifícios residenciais.
Os meios de comunicação do Azerbaijão informaram que as tensões mais uma vez se agravaram por volta das 16h. Além disso, foram feitos relatos sobre um dos projéteis de artilharia "disparados pelas forças armênias" atingindo o "quintal de uma casa em Dondar Quşçu". Às 8:00, o Ministério da Defesa do Azerbaijão confirmou essas alegações, afirmando que "as aldeias de Ağdam, Dondar Quşçu e Vahidli foram atacadas com armas e morteiros de grande calibre", observando que "ninguém ficou ferido entre a população civil".
Por volta das 12h50, os meios de comunicação armênios afirmaram que o bombardeio do Azerbaijão "danificou uma padaria e uma casa adjacente em Tchinari". Então, por volta das 15h13, o Ministério da Defesa armênio declarou que "neste momento não há necessidade de se voluntariar" e expressou sua profunda gratidão aos "cidadãos armênios por sua prontidão em apoiar a defesa das fronteiras da pátria".
Mas por volta das 16h30, Dargahli disse que "as recentes perdas pesadas do Exército Armênio nas batalhas na fronteira com o Azerbaijão forçaram o Ministério da Defesa da Armênia a armar qualquer um que possa segurar uma arma". Também observou que "a liderança do exército armênio está mobilizando urgentemente ex-militares, recrutas, incluindo o segundo e terceiro grupos de pessoas com deficiência, bem como prisioneiros da província de Tavuxe". Além disso, afirmou que "existem grandes lacunas na fronteira entre o pessoal do inimigo".
Às 21:00, o Ministério da Defesa do Azerbaijão publicou um vídeo, onde um disparo da artilharia da azerbaijana destrói "quartéis militares pertencentes às Forças Armadas da Armênia". Uma hora depois, o Ministério da Defesa do Azerbaijão publicou outro vídeo, desta vez mostrando um disparo da artilharia da azerbaijana supostamente destruindo "veículos que traziam as forças de reserva armênias" às posições de batalha armênias.

## Consequências

### Baixas
Armênias
Em 12 de julho, o Ministério da Defesa da Armênia informou que não houve vítimas do lado armênio. Apesar disso, o Ministério da Defesa do Azerbaijão informou que ambos os lados sofreram baixas.
Em 13 de julho, Dargahli disse que as forças armênias sofreram "fortes perdas" como resultado dos ataques de artilharia do Azerbaijão realizados no início da manhã. Mais tarde, Stepanyan escreveu que dois policiais armênios que "cumpriam deveres na fronteira" sofreram ferimentos leves pelo uso de armas pelas forças do Azerbaijão,  enquanto Tchobanyan afirmou que três soldados foram feridos.
Às 21:00, o Ministério da Defesa do Azerbaijão informou que "posições de tiro, posto de radar da unidade de inteligência, armazenamento para veículos militares, tanques, veículos blindados, mais de 20 militares, quartel-general do batalhão e unidades de infraestrutura militar" das Forças Armadas Armênias foram "completamente destruídos",  mas essas alegações foram negadas por Hovhannisyan.
Em 14 de julho, por volta das 13:20, o vice-ministro da Defesa, tenente-general Karim Valiyev informou que "cerca de 100 soldados, um grande número de equipamentos militares e de transporte e importantes instalações" das Forças Armadas Armênias foram destruídos.  Às 14:42, Stepanyan confirmou que dois soldados armênios estavam em KIA.  Por volta das 16:00, o Ministério da Defesa do Azerbaijão informou que um "drone pertencente às Forças Armadas da Armênia foi abatido" e que um "dispositivo de artilharia localizado na posição de tiro dos armênios junto com o pessoal de combate foi destruído pelo fogo exato" de as unidades do Azerbaijão.  Por volta das 18h15, o Ministério da Defesa armênio confirmou que mais dois soldados armênios estavam em KIA.
Em 15 de julho, Stepanyan declarou que dez militares armênios foram feridos no total, enquanto um deles estava "em uma condição extremamente grave".
Em 16 de julho, o Ministério da Defesa do Azerbaijão informou que um drone armênio " X-55 " foi "imediatamente detectado e destruído".  Essa alegação foi posteriormente negada por Stepanyan. Hovhannisyan informou então que Aramayis Hovakimyan, morador de Tchinari, "estava ferido após o ataque do drone de combate do lado do Azerbaijão".  Às 17:35, o Ministério da Defesa do Azerbaijão informou que mais 20 militares armênios foram mortos, enquanto outro veículo blindado foi destruído.
| Classificação   | Nome                 | Ano de nascimento | Data da morte | Data do enterro | Local do enterro |
| --------------- | -------------------- | ----------------- | ------------- | --------------- | ---------------- |
| Capitão         | Sos Elbakyan         | 1992              | 14 de julho   | 15 de julho     | Marmashen        |
| Sargento Júnior | Smbat Gabrielyan     |                   | 14 de julho   |                 |                  |
| Sargento Júnior | Grisha Matjosyan     |                   | 14 de julho   |                 |                  |
| Major           | Garush Hambardzumyan | 1989              | 14 de julho   | 16 de julho     | Yerablur         |

Azerbaijanas
Em 12 de julho, o Ministério da Defesa do Azerbaijão informou inicialmente que 2 soldados do Azerbaijão foram mortos, enquanto 5 ficaram feridos nos confrontos. Algumas horas depois, foi relatado que um dos soldados feridos morreu apesar da intervenção médica. Hovhannisyan afirmou que o "inimigo não sofreu apenas perdas humanas. Eles também perderam um pássaro (drone) precioso" mas o Ministério da Defesa do Azerbaijão negou essas alegações.
Em 13 de julho, Dargahli disse que o número de causalidades do Azerbaijão aumentou, com um soldado adicional morrendo. Três horas depois, a mídia armênia compartilhou uma imagem de um drone abatido do Azerbaijão. O deputado armênio Andranik Kotcharyan afirmou que as Forças Armadas da Armênia derrubaram "vários drones do lado do Azerbaijão, um dos quais era um drone kamikaze".
Em 14 de julho, a mídia do Azerbaijão informou que Aziz Azizov, de 76 anos, um civil residente em Ağdam, morreu como resultado de um incêndio de artilharia armênia que foi confirmado pelo Ministério Público da República do Azerbaijão no dia seguinte.  Mais tarde naquele dia, Valiyev disse que o major-general Polad Hashimov e o coronel Ilgar Mirzayev foram mortos durante os combates da manhã. Mais cinco soldados foram confirmados em KIA depois. Às 18:45, Stepanyan compartilhou um vídeo, onde as forças armênias teriam abatido um drone "Elbit Hermes 900" do Azerbaijão. O lado do Azerbaijão negou a perda de qualquer um dos seus drones.
Hovhanisyan afirmou então que "não havia informações claras e conclusivas sobre as perdas humanas sofridas" pelo lado do Azerbaijão, mas observou os 11 mortos confirmados.
Em 15 de julho, o presidente do Azerbaijão Ilham Aliyev "enviou condolências às famílias do general Polad Hashimov e do coronel Ilgar Mirzayev". Stepanyan relatou que as "unidades de defesa das Forças Armadas da Armênia derrubaram 13 drones "das Forças Armadas do Azerbaijão, 10 das quais eram para combate e 3 eram para reconhecimento". Mas essa alegação foi negada por Dargahli no dia seguinte.
Em 16 de julho, Stepanyan escreveu que "depois de uma batalha feroz", as forças do Azerbaijão foram "frustradas, sofrendo perdas". Mais tarde, ela disse que as unidades armênias danificaram os "tanques, artilharia e posições de tiro" do Azerbaijão,  mas Dargahli negou essa alegação. Às 17:35, o Ministério da Defesa do Azerbaijão confirmou que o soldado Nazim Afgan oglu Ismaliyov havia sido morto em combate,  alegaram que a Armênia tinha "evidências fotográficas da remoção de 10 cadáveres das Forças Armadas do Azerbaijão do território da Armênia".
| Classificação     | Nome                              | Ano de nascimento | Data da morte | Data do enterro | Local do enterro    |
| ----------------- | --------------------------------- | ----------------- | ------------- | --------------- | ------------------- |
| Privado           | Khayyam Mahammad oglu Dashdemirov | 2002              | 12 de julho   | 13 de julho     | Balik               |
| 1ª Classe Privada | Elshad Donmaz oglu Mammadov       | 1996              | 12 de julho   | 13 de julho     | Amsterdã            |
| Sargento          | Vugar Latif oglu Sadigov          | 1987              | 12 de julho   | 13 de julho     | Yuxarı Göycəli      |
| Tenente sênior    | Rashad Rashid oglu Mahmudov       | 1992              | 13 de julho   | 13 de julho     | Aşağı Cürəli        |
| Coronel           | Ilgar Anzor oglu Mirzayev         | 1973              | 14 de julho   | 15 de julho     | Beco da Honra, Baku |
| Major             | Anar Gulverdi oglu Novruzov       | 1976              | 14 de julho   | 14 de julho     | Masalli             |
| Major             | Namig Hazhan oglu Ahmadov         | 1984              | 14 de julho   | 14 de julho     | Yuxarı Salahlı      |
| Major-General     | Polad Israyil oglu Hashimov       | 1975              | 14 de julho   | 15 de julho     | Beco da Honra, Baku |
| Privado           | Elchin Arif oglu Mustafazade      | 1992              | 14 de julho   | 14 de julho     | Həsənsu             |
| Subtenente        | Ilgar Ayaz oglu Zeynalli          | 1995              | 14 de julho   | 14 de julho     | Cilli               |
| Subtenente        | Yashar Vasif oglu Babayev         | 1987              | 14 de julho   | 15 de julho     | Köçəsgər            |
| Privado           | Nazim Afgan oglu Ismaliyov        | 1996              | 16 de julho   | 16 de julho     | Kolxəlfəli          |

### Declarações oficiais
Armênias
Em 12 de julho, Anna Naghdalyan, porta-voz do Ministério das Relações Exteriores da Armênia acusou as Forças Armadas Azerbaijanas de violarem o cessar-fogo e condenou o governo azerbaijano por isso. De acordo com Naghdalyan, a "inteira responsabilidade pelas ações provocativas executadas com ameças recai sobre as lideranças político-militares do Azerbaijão".
Hayk Chobanyan, governador da província de Tavuxe, afirmou que "o exército está no controle total da situação, não há necessidade de se preocupar e entrar em pânico".
Nikol Pashinyan, primeiro-ministro da Armênia, compartilhou um vídeo postado por sua esposa Anna Hakobyan há alguns dias, onde uma garota dança com a música "Nosso nome é o exército armênio" no quintal de uma casa particular.
Em 13 de julho, o Ministério de Relações Exteriores da Armênia emitiu uma declaração sobre o "apoio incondicional" declarado pelo Ministério das Relações Exteriores da Turquia ao Azerbaijão, condenando as "tentativas da Turquia de instigar a instabilidade" na região.
O deputado armênio Tigran Karapetyan disse que a "liderança político-militar do Azerbaijão não aprendeu com o tapa na cara recebido ontem, 12 de julho. Bem, a escolha é deles, a resposta será muito dolorosa "e que" a liderança da República da Armênia não hesitará nem por um segundo, nem por um segundo, em dar uma ordem para destruir qualquer alvo quando se trata de a soberania da República da Armênia e Artsakh. Esta aventura terá consequências irreversíveis para o Azerbaijão ".
Naghdalyan escreveu em sua página no Facebook que a Armênia condena veementemente as "tentativas contínuas do Azerbaijão de manter tensões na parte nordeste da fronteira entre Armênia e Azerbaijão" e o "direcionamento criminoso à população de Tchinari, vilarejos Ayguepar da província de Tavuxe, o que é um claro violação do direito internacional humanitário ". Ela também observou que o Azerbaijão deve "parar incondicionalmente essas ações, tomar as medidas necessárias para evitar novas tensões, pelas quais é totalmente responsável".
Por volta das 22:52, Hovhannisyan escreveu em sua página no Facebook: "Gosto muito do D-30 . Ağdam e D-30 são um para o outro. Ambos Ağdams ".
Em 16 de julho, o Ministério de Relações Exteriores da Armênia emitiu uma declaração acusando o Azerbaijão de "atacar criminalmente a infraestrutura civil" e observando que a "ação agressiva ocorreu em uma violação traiçoeira do anterior acordo de cessar-fogo". Ao meio-dia, Stepanyan afirmou que, se as Forças Armadas do Azerbaijão "pararem o fogo e se criarem condições favoráveis, o lado armênio estará pronto para permitir a recuperação e recuperação dos azerbaijanos mortos e feridos no campo de batalha". Em seguida, o Ministério das Relações Exteriores da Armênia emitiu uma declaração dizendo que as ações ameaçadas pelo Ministério da Defesa do Azerbaijão são "uma violação flagrante do Direito Internacional Humanitário em geral e do Primeiro Protocolo Adicional às Convenções de Genebra em particular", e "uma demonstração explícita do terrorismo de Estado e intenção genocida do Azerbaijão".

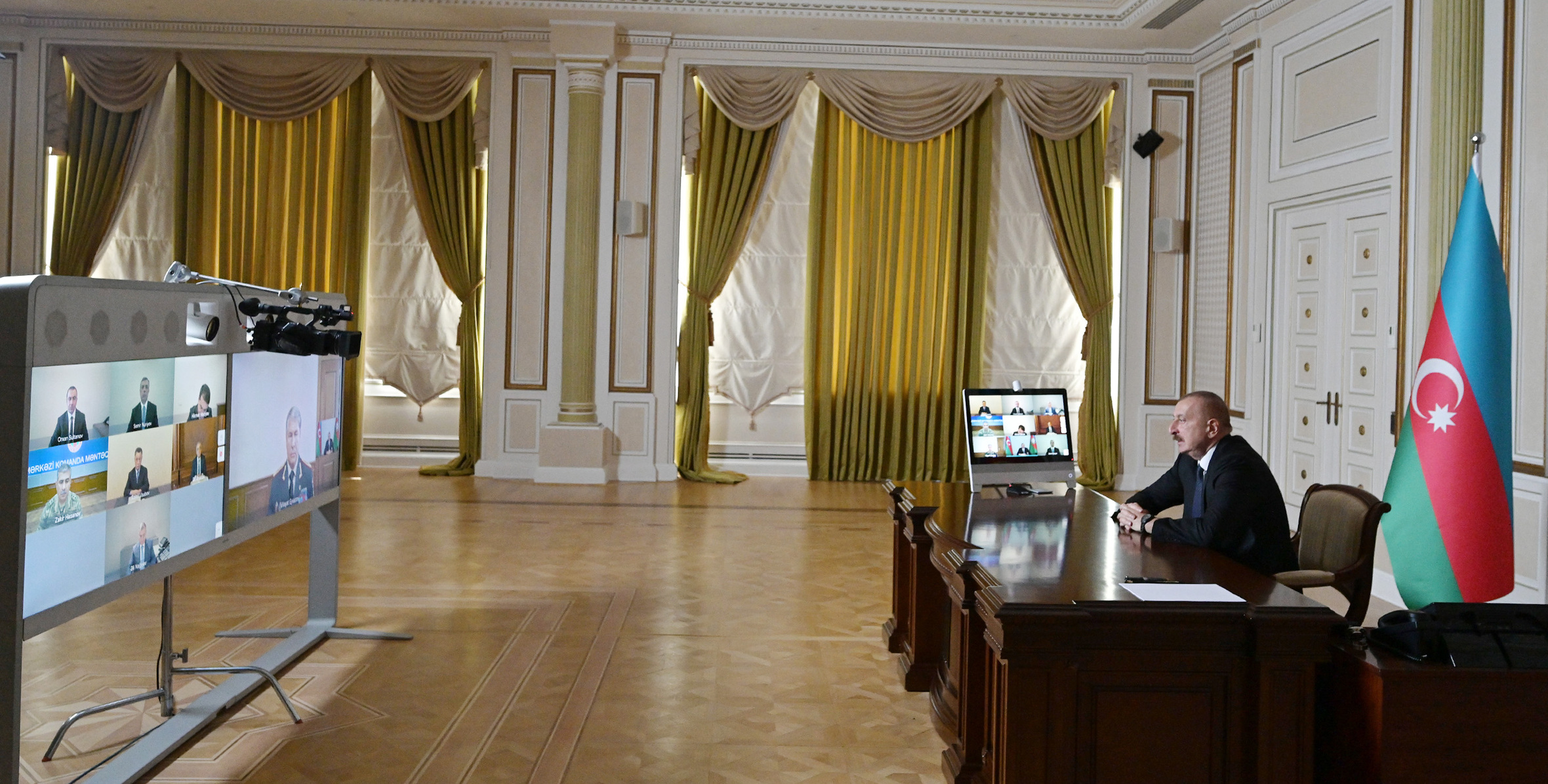
Presidente do Azerbaijão Ilham Aliyev durante uma reunião on-line com o Conselho de Segurança do Azerbaijão em 13 de julho.

Em 12 de julho, o chefe do Departamento de Política Externa da Administração Presidencial do Azerbaijão, Hikmat Hajiyev, acusou o governo armênio de "agravar a situação e desviar a atenção dos problemas domésticos no contexto de problemas socioeconômicos agravados pela disseminação do COVID-19 no país" como resultado de políticas incompletas". O Ministério da Defesa do Azerbaijão informou que nenhuma perda de território ocorreu do lado do Azerbaijão durante os confrontos.
Em 13 de julho, o presidente do Azerbaijão Ilham Aliyev participou de uma reunião on-line com o Conselho de Segurança do Azerbaijão. Nela, acusou a Armênia de iniciar o confronto militar, afirmou que "toda a responsabilidade recai sobre a liderança político-militar da Armênia" e observou que os representantes militares de países estrangeiros que operam no Azerbaijão serão convidados para a área " deixe-os ver a situação com seus próprios olhos "assim que a situação operacional permitir. Então, disse que "o sangue de nossos militares e mártires não permaneceu e não permanecerá no chão. Usaremos todas as oportunidades para nos defender e mostrar ao inimigo seu lugar novamente ". Ele também falou sobre a "posição incompreensível" da Armênia ao lidar com a pandemia do COVID-19, dizendo que "como pode ser que, no momento em que o Azerbaijão exige que o mundo inteiro se una nessa luta, a Armênia se opõe a isso".
Polad Bulbuloglu, embaixador do Azerbaijão na Rússia, disse que "o Azerbaijão nunca aceitará a perda de 20% de seu território".
Ali Ahmedov, vice-primeiro ministro do Azerbaijão, vice-presidente executivo do Partido Novo Azerbaijão, disse que o "exército do Azerbaijão, nossos cavaleiros impediram heroicamente as provocações dos bandidos armênios depravados na linha de contato na direção de Tovuz, e respondeu ao inimigo com dignidade ".
O deputado do Azerbaijão Mazahir Afandiyev disse que "todas as tentativas provocativas do lado armênio estão fadadas ao fracasso", enquanto a presidente do Comitê Estadual de Assuntos de Família, Mulheres e Crianças da República do Azerbaijão, Hijran Huseynova, disse que o "exército do Azerbaijão está pronto para impedir qualquer provocação do inimigo ".
Gudsi Osmanov, embaixador do Azerbaijão na Moldávia, disse que "no contexto da disseminação do COVID-19, a liderança armênia está tentando desviar a atenção dos problemas socioeconômicos do país, estimulando provocações contra o Azerbaijão com tais atos de agressão. Com essa provocação, a liderança armênia está tentando resolver seus problemas de política doméstica às custas da imagem de um "inimigo estrangeiro", concentrando-se no Azerbaijão ".
Erkin Gadirli, deputado do Azerbaijão e co-fundador do Partido Alternativo Republicano, escreveu em sua página do Facebook: "Não dê ouvidos àqueles que tentam distraí-lo do objetivo principal. Todos nós temos um inimigo - a Armênia. Armênios que não nos dividem em direitistas ou esquerdistas, ricos ou pobres, liberais ou conservadores, pró-governo ou anti-governo, religiosos ou ateus, turcos, talysh, tat, lezgin e assim por diante. Eles nos vêem como o mesmo inimigo".
Em 14 de julho, Hajiyev disse que a "impunidade da Armênia a leva a novas aventuras e provocações militares. A comunidade internacional, bem como os co-presidentes do Grupo de Minsk, devem redobrar seus esforços. A Armênia está tentando criar outra fonte de conflito na região na fronteira entre os dois países "e que essas são as" ações irresponsáveis da Armênia para ameaçar a já sensível paz e segurança regional ".
Leyla Abdullayeva, Chefe do Serviço de Imprensa do Ministério das Relações Exteriores do Azerbaijão, postou um tweet dizendo que as forças armênias atacaram "civis que vivem nas aldeias do distrito de Tovuz, na fronteira do Azerbaijão e Armênia" e que os "agressivos e terroristas a natureza da Armênia é novamente revelada".
Em 16 de julho, o chefe do serviço de imprensa do Ministério da Defesa Vagif Dargahli disse que "o alívio do território onde está localizado o reservatório de Mingachevir, o trabalho de fortalecimento implementado neste edifício, bem como ferramentas modernas de ataque aéreo à disposição" das nossas forças de defesa aérea não permitem atingir nosso objetivo estratégico ". Além disso, ele afirmou que "o lado armênio não deve esquecer que os mais recentes sistemas de mísseis que estão no arsenal de nosso exército tornam possível atingir a usina nuclear armênia com alta precisão, o que pode levar a uma grande catástrofe para Armênia". Para eles, o presidente do Azerbaijão Ilham Aliyev disse que "alguns diplomatas traíram o Estado e não o ocultam", observando também que "estão sob o controle dos serviços especiais dos países em que vivem". Além disso, ele disse que o Azerbaijão tem "informações suficientes".

### Detenção de Rahim Gaziyev
Em 13 de julho, o Serviço de Segurança do Estado do Azerbaijão e a Promotoria Geral da República do Azerbaijão emitiram uma declaração acusando o ex-Ministro da Defesa do Azerbaijão Rahim Gaziyev de espalhar deliberadamente "informações falsas sobre a natureza dos eventos nas plataformas de redes sociais", agindo "para enfraquecer as capacidades de defesa da República do Azerbaijão" e incitar" distúrbios e violenta tomada do poder do Estado". Gaziyev foi detido como suspeito em um processo criminal nos termos dos artigos 281 (incitação pública contra o Estado) e 282 (provocação) do Código Penal da República do Azerbaijão . A filha de Gaziyev, Sevinj Jamilova, disse que "esses códigos criminais não têm nada a ver com meu pai".

### Demissão de Elmar Mammadyarov
Em 16 de julho, o presidente do Azerbaijão Ilham Aliyev conduziu uma reunião on-line do Gabinete de Ministros. Nela, criticou o Ministério das Relações Exteriores, dizendo que "o que o Ministério das Relações Exteriores estava fazendo? Onde estava? Estávamos no trabalho depois dos eventos do dia 12 do mês. O primeiro-ministro está no trabalho, estou no trabalho até de manhã. O Ministro da Defesa, o Chefe do Estado Maior, bem como o Chefe do Serviço de Segurança do Estado, o Ministro da Administração Interna, o Chefe do Serviço de Inteligência Estrangeira e o Secretário do Conselho de Segurança estão trabalhando até de madrugada da manhã. Não consegui encontrar o ministro das Relações Exteriores ", perguntando o paradeiro do primeiro-ministro do Azerbaijão Ali Asadov, que respondeu que Elmar Mammadyarov, que era ministro das Relações Exteriores do Azerbaijão desde 2004, disse que estava trabalhando" em casa ". Mammadyarov foi demitido de sua posição algumas horas depois. Jeyhun Bayramov foi nomeado imediatamente ministro das Relações Exteriores.

## Reações

### Domésticas
Armênia
Em 13 de julho, Bagrat Galstanyan, Primaz da Diocese de Tavuxe da Igreja Apostólica Armênia, disse que "não importa o quanto as forças inimigas tentem causar problemas, esta é a nossa vila, nosso povo, pacífico e calmo, pronto para qualquer coisa a qualquer momento. "e que o povo armênio está" nessa situação juntos. Tanto as perdas quanto as conquistas são nossas".
Em 15 de julho, várias dezenas de representantes do braço juvenil da Federação Revolucionária Armênia realizaram uma manifestação em frente à Embaixada da Ucrânia Yerevan e jogaram borscht no edifício, por causa das declarações do Ministério das Relações Exteriores da Ucrânia em 13 de julho.
Azerbaijão
Em 12 de julho, poucas horas após os confrontos iniciais, civis na vila de Ağdam realizaram uma manifestação em apoio aos soldados do Azerbaijão.
Por volta das 23:00, protestos em massa pró-guerra eclodiram em Qobu, onde vivem os deslocados internos do Azerbaijão. Os manifestantes gritaram "Carabaque!" , "Liberdade!" e "Mártires não morrem, a pátria não será dividida" ao se dirigirem para a Praça da Liberdade. A polícia local interveio, mas inicialmente não conseguiu parar os manifestantes. Por volta das 1:00, os manifestantes chegaram a Sabail . Os manifestantes estavam transmitindo os eventos via Facebook Live . Cerca de 30 mil pessoas estavam assistindo. Por volta da 1:40, o Rapid Police Regiment dispersou a multidão e a transmissão ao vivo foi excluída.
Por volta das 3:20, protestos pró-guerra eclodiram em Xocəsən, que durou 20 minutos até o Regimento Policial Rápido e as tropas internas intervirem.
Por volta das 20:00, um grupo de manifestantes com bandeiras do Azerbaijão e da Turquia se reuniu no distrito de Tovuz para apoiar as Forças Armadas do Azerbaijão. Os manifestantes, que mostraram o "gesto dos lobos cinzentos", entoaram slogans como "somos turcos destemidos!" e "viva o Azerbaijão!" . Os manifestantes queriam se juntar voluntariamente ao exército.
Em 14 de julho, por volta das 16:00, a "Karabakh March" começou em Sumqayit e Əhmədli, onde centenas de participantes gritaram cânticos como "Azerbaijão!" , "Carabaque é nosso!" , "Mártires não morrem, a pátria não será dividida" e "Você tem um mártir, Sumqayıt". As manifestações então se espalharam para outras partes de Baku, reunindo milhares de participantes. Segundo os participantes, havia cerca de 15 mil pessoas quando chegaram à Torre da Donzela. Às 23:30, os manifestantes chegaram ao Martyrs 'Lane, gritando cânticos como "Carabaque ou morte!" e "Que a quarentena termine, que a guerra comece!". A BBC News informou que até 30 mil manifestantes saíram às ruas. Segundo Muntazir, havia cerca de 10 mil manifestantes no final dos protestos iniciais.
Após as manifestações iniciais, um grupo menor invadiu a Assembléia Nacional. Os manifestantes, que se reuniram no primeiro andar da Assembléia Nacional danificaram o número de bens do Parlamento que totalizam 22.150 AZN. A polícia pediu aos manifestantes que deixassem o prédio e eles foram despejados do prédio do parlamento. Apesar disso, alguns manifestantes começaram a atirar pedras nos policiais e feriram sete policiais. Além disso, os manifestantes voltaram e danificaram dois carros pertencentes ao Departamento Estadual de Polícia de Trânsito e danificaram mais 14 carros pertencentes ao estado.

### Internacional
Supranacional
- A OTSC divulgou uma declaração expressando séria preocupação com a "escalada da situação na fronteira entre o Azerbaijão e a Armênia" e apelou a um "cessar-fogo imediato".[164]
- O representante especial da União Europeia para o Cáucaso Meridional e a crise na Geórgia, Toivo Klaar, disse estar "muito preocupado com a troca de tiros na fronteira entre a Armênia e o Azerbaijão" e que é "importante que os dois países mostrem sobriedade e usem todos os canais de comunicação, diretos e bons escritórios dos copresidentes do Grupo de Minsk da CSCE", em sua conta do Twitter.[165]
- Organização GUAM para Democracia e Desenvolvimento Econômico - O Secretariado da GUAM condenou os "ataques das forças armadas armênias na direção do distrito de Tovuz ao longo da fronteira entre o Azerbaijão e a Armênia" e observou que "os conflitos impedem o bem-estar, a estabilidade e a prosperidade da área GUAM.".[166]
- Stéphane Dujarric, porta-voz do Secretário-Geral das Nações Unidas, Antonio Guterres, divulgou um comunicado expressando profundas preocupações com os "relatos de trocas de tiros, inclusive com armas pesadas, ao longo da fronteira internacional Armênia-Azerbaijão", pedindo um "imediato fim aos combates" e exortando todos os envolvidos a" tomarem medidas imediatas para diminuir a situação e evitar uma retórica provocativa".[167]
- O Secretário Geral do Conselho Turco, Bagdá Amreyev, expressou suas profundas preocupações e condenou o "bombardeio de artilharia das Forças Armadas Armêniasem territórios densamente povoados da região de Tovuz, ao longo da fronteira entre o Azerbaijão e a Armênia". Ele também expressou suas condolências às "famílias de mártires, cidadãos e governo do Azerbaijão".[168]

Copresidentes dos países do Grupo de Minsk da CSCE
- Grupo de Minsk da CSCE - Os copresidentes do Grupo de Minsk da CSCE condenaram as "violações recentes do cessar-fogo" e pediram aos lados que "tomassem todas as medidas necessárias para impedir qualquer nova escalada, inclusive pelo uso dos canais de comunicação direta existentes entre eles".[169]